# Guarnición Aérea Córdoba
La Guarnición Aérea Córdoba es un conjunto de unidades, institutos y organismos de la Fuerza Aérea Argentina con asiento en la guarnición de la Escuela de Aviación Militar (EAM) y la Fábrica Argentina de Aviones (FADEA).

## Composición
La guarnición aérea se halla constituida por:
- Escuela de Aviación Militar (EAM).
- Centro Regional Universitario Córdoba IUA[nota 2] (CRUC IUA).
- Escuela de Suboficiales de la Fuerza Aérea Córdoba (ESFAC).
- Fábrica Argentina de Aviones (FADEA).
- Junta Investigadora de Accidentes de Aviación Civil (JIAAC).
- Hospital Aeronáutico Córdoba (HACBA). Asiento: Córdoba.
- Instituto Provincial de Educación Técnica N.º 251 «Guarnición Aérea Córdoba» (IPET N.º 251).[2]